# 마리아 야콥손
마리아 야콥손(에스토니아어: Maarja Jakobson, 1977년 12월 8일 ~ )은 에스토니아의 배우이다.